# Aspidistra cerina
Aspidistra cerina är en sparrisväxtart som beskrevs av G.Z.Li och S.C.Tang. Aspidistra cerina ingår i släktet Aspidistra och familjen sparrisväxter. Inga underarter finns listade i Catalogue of Life.